# Reynold Thiel
Pour les articles homonymes, voir Thiel.
Reynold Thiel, né en 1910 à Neuchâtel, était un espion suisse à la solde du Parti communiste de l'Union soviétique,.

## Biographie
Reynold Thiel était un homme d'affaires et espion à la solde du Parti communiste de l'Union soviétique. Il meurt le 4 septembre 1963 dans un accident d'avion, Vol Swissair 306, dans la commune de Dürrenäsch,,. 